# Eurithia atra
Eurithia atra är en tvåvingeart som först beskrevs av Brauer 1898.  Eurithia atra ingår i släktet Eurithia och familjen parasitflugor. Inga underarter finns listade i Catalogue of Life.